# Miljan Miljanić
Miljan Miljanić (Bitola, 4 de maio de 1930 — 13 de janeiro de 2012), foi um futebolista e treinador de futebol montenegrino, nascido em território da atual Macedônia do Norte.

## Carreira
Miljan Miljanić foi o treinador que convocou e comandou a Seleção Iugoslava de Futebol nas Copas do Mundo de 1974 e 1982. Também seria o treinador da mesma na Eurocopa 1992, em substituição emergencial a Ivica Osim, bósnio de origem eslovena, que anunciou que não mais comandaria o país no torneio, em decorrência de ameaças que sua família, ainda residente sob o cerco de Sarajevo, sofria. Em virtude da Guerra Civil Iugoslava, a seleção dias depois terminou banida da competição.